# Lista de competições domésticas de críquete Twenty20
Está é uma lista de competições de críquete Twenty20 nacionais, incluindo os campeões de cada temporada.

## África

### Quenia

#### National Elite League Twenty20
- 2008: Eastern Aces

#### East Africa Premier League
- 2011-12: Nile Knights

Nota:Tambem inclui equipes de Uganda

### Zimbábue

#### Metropolitan Bank Twenty20
- 2007: Southerns
- 2008: Easterns

#### Stanbic Bank 20 Series
- 2009-10: Mountaineers
- 2010-11: Mashonaland Eagles
- 2011-12: Mountaineers

### África do Sul

#### Standard Bank Pro 20 Series
- 2003-04: Eagles
- 2004-05: Titans
- 2005-06: Eagles
- 2006-07: Lions
- 2007-08: Titans
- 2008-09: Cape Cobras
- 2009-10: Warriors
- 2010-11: Cape Cobras

#### MiWay T20 Challenge
- 2011-12: Titans

#### Ram Slam T20 Challenge
- 2012-13: Highveld Lions
- 2013-14: Dolphins
- 2014-15: Cape Cobras

## Américas

### Canadá

#### Scotiabank National T20 Championship
A Canadian Premier League T20 ainda espera um novo formato
- 2008: Ontario B

### EUA
Nota os EUA, ainda aguardam uma futura liga

### Predefinição:Country data WINÍndias Ocidentais (Caribe)

#### Stanford 20/20
- 2006: Guyana
- 2008: Trinidad and Tobago

#### Stanford Super Series
- 2008: Stanford Superstars ($20 Match) & Trinidad and Tobago (Trans-Atlantic Twenty20 Champions Cup)

Note:Também inclui equipes inglesas

#### Caribbean Twenty20
- 2010: Guyana
- 2010-11: Trinidad and Tobago
- 2011-12: Trinidad and Tobago
- 2012-13: Trinidad and Tobago

#### Caribbean Premier League
- 2013: Jamaica Tallawahs
- 2014: Barbados Tridents

## Ásia

### Afeganistão

#### Etisalat Sixes Twenty20
- 2013 : Spin Ghar

### Bangladesh

#### National Cricket League Twenty20
- 2010 : Rajshahi Division

#### Bangladesh Premier League
- 2012 :Dhaka Gladiators
- 2013 :Dhaka Gladiators

#### Victory Day T20 Cup
- 2013  : Prime Bank Cricket Club

### India

#### Inter-State T20 Championship
- 2006-07: Tamil adu

#### Indian Premier League
- 2008: Rajasthan Royals
- 2009: Deccan Chargers
- 2010: Chennai Super Kings
- 2011: Chennai Super Kings
- 2012: Kolkata Knight Riders
- 2013: Mumbai Indians
- 2014: Kolkata Knight Riders
- 2015: TBC

#### Syed Mushtaq Ali Trophy
- 2009-10: Maharashtra
- 2010-11: Bengal
- 2011-12: Baroda
- 2012-13:
- 2013-14:

### Nepal

#### Regional Twenty-20 Cricket League
- 2009 Dhangadi
- 2010 Birganj
- 2011 Kathmandu
- 2012 Lalitpur
- 2013 Dhangadi

#### Nepal Premier League
- 2014: TEJ

### Paquistão

#### ABN-AMRO Twenty-20 Cup
- 2004-05: Faisalabad Wolves
- 2005-06: Sialkot Stallions
- 2006-07: Sialkot Stallions

#### RBS Twenty-20 Cup
- 2007-08: Sialkot Stallions
- 2008-09: Sialkot Stallions
- 2009-10: Sialkot Stallions

#### Faysal Bank Twenty-20 Cup
- 2010-11: Lahore Lions
- 2011-12: Sialkot Stallions
- 2012-13: Lahore Lions
- 2013-14: Lahore Lions

#### Haier T20 Cup
- 2014-15:

#### Faysal Bank Super 8 T20 Cup
- 2011: Rawalpindi Rams
- 2012: Sialkot Stallions
- 2013: Faisalabad Wolves

#### Haier Super 8 T20 Cup
- 2015:

#### Ramadan T20 Cup
- 2013: Predefinição:Cr-PAK

#### Faysal Bank T-20 Cup por depatamentos
- 2013-14: Zarai Taraqiati Bank Limited

### Sri Lanka

#### Twenty20 Tournament
- 2004: Chilaw Marians CC
- 2005-06: Sinhalese SC
- 2006-07: Ragama Cricket Club

#### Inter-Provincial Twenty20
- 2007-08: Wayamba Elevens
- 2008-09: Wayamba Elevens
- 2009-10: Wayamba Elevens
- 2010-11: Ruhuna Elevens

#### Sri Lanka Premier League
- 2012 : Uva Next

#### SLC Super 4's Twenty20
- 2013 : Kandurata Maroons
- 2014 : Southern Express

## Europa

### England eGales

#### Twenty20 Cup
- 2003: Surrey Lions
- 2004: Leicestershire Foxes
- 2005: Somerset Sabres
- 2006: Leicestershire Foxes
- 2007: Kent Spitfires
- 2008: Middlesex Crusaders
- 2009: Sussex Sharks

#### Friends Life t20
- 2010: Hampshire Royals
- 2011: Leicestershire Foxes
- 2012: Hampshire Royals
- 2013: Northamptonshire Steelbacks

#### NatWest t20 Blast
- 2014:Birmingham Bears

### Holanda

#### Insinger de BeaufortTwenty20 Cup
- 2007: Quick (Haia)
- 2008: HCC (Haia)
- 2009: Excelsior 20 (Schiedam)
- 2010: VRA (Amsterdam)

### Escócia

#### Murgitroyd Twenty20
- 2012: Carlton

#### North Sea Pro20
- 2014 : Highlanders

### Irlanda

#### Inter-Provincial Trophy
2013: Leinster Lightning
2014: North-West Warriors

## Pacifico e Leste Asiático

### Austrália

#### Twenty20 Big Bash
- 2005–06: Victorian Bushrangers
- 2006–07: Victorian Bushrangers
- 2007–08: Victorian Bushrangers
- 2008-09: New South Wales Blues
- 2009-10: Victorian Bushrangers
- 2010-11: Southern Redbacks

#### Big Bash League
- 2011-12: Sydney Sixers
- 2012-13: Brisbane Heat
- 2013-14: Perth Scorchers
- 2014-15: Perth Scorchers

### Nova Zelândia

#### State Twenty20
- 2005-06: Canterbury Wizards derrotou Auckland Aces por 6 wickets
- 2006-07: Auckland Aces derrotou Otago Volts por 60 corridas
- 2007-08: Central Districts Stags derrotou Northern Districts Knights por 4 wickets

#### HRV Cup
- 2008-09: Otago Volts
- 2009-10: Central Districts Stags
- 2010-11: Auckland Aces
- 2011-12: Auckland Aces
- 2012-13: Otago Volts
- 2013-14: Northern Districts

## Internacional

### Ligas Profissionais

#### International 20:20 Club Championship
Nota:Somente em 2005.Foi sediado pelo Leicestershire County Cricket Club na Inglaterra.
- 2005:  Faisalabad Wolves

#### Champions League Twenty20
Nota:Em 13 de Setembro de 2007 a BCCI anunciou a criação em 2008 do torneio com campeões nacionais
- 2008: Torneio cancelado por falta de segurança
- 2009:  New South Wales Blues
- 2010:  Chennai Super Kings
- 2011:  Mumbai Indians
- 2012:  Sydney Sixers
- 2013:  Mumbai Indians
- 2014:  Chennai Super Kings

## Direitos de Transmissão
| Liga Nacional     | Oficial TV Transmissora(s) | Transmissora(s) Internacionais    | Notas                                                   |
| ----------------- | -------------------------- | --------------------------------- | ------------------------------------------------------- |
| Australia         | Ten Sport                  | Star Sports PTV Sports            |                                                         |
| Pakistan          | PTV Sports                 |                                   | Também no Dailymotion. antes no GEO Super e TEN Sports. |
| India             | Sony SIX                   | GEO Super Channel 9 SuperSport    |                                                         |
| England           | Sky Sports                 | PTV Sports Star Sports Fox Sports |                                                         |
| New Zealand       | Sky Sport                  |                                   |                                                         |
| Nepal             | Kantipur Television        |                                   |                                                         |
| Bangladesh        | Channel 9                  | GEO Super Star Sports MTV Sports  |                                                         |
| South Africa      | SuperSport                 | SuperSport TEN Sports TEN Cricket |                                                         |
| Zimbabwe          | SuperSport                 | SuperSport                        | Ás vezes no TEN Sports.                                 |
| Sri Lanka         | Carlton Sports Network     | TEN Sports TEN Cricket            | Também no YouTube.                                      |
| Indias Ocidentais | ESPN                       | TEN Sports Sony SIX TEN Cricket   |                                                         |